# Protaetia herteli
Protaetia herteli är en skalbaggsart som beskrevs av Miksic 1962. Protaetia herteli ingår i släktet Protaetia och familjen Cetoniidae. Inga underarter finns listade i Catalogue of Life.